# Profesorjeva kocka
Profesorjeva kocka tudi znana kot Rubikov profesor je mehanska uganka, ki jo je izumil Udo Krell. Je 5×5×5 različica zelo znane mehanske uganke, Rubikove kocke (3×3×3) in Rubikovega maščevanja (4×4×4).

## Permutacije
Kocko sestavlja 8 kotnih kockic, 36 robovnih kockic in 54 center kockic (48 premikajočih in 6 fiksiranih).
Vse možne permutacije kocke so
{\displaystyle {\frac {8!\cdot 3^{7}\cdot 12!\cdot 2^{10}\cdot 24!^{3}}{4!^{12}}}\approx 2.8\cdot 10^{74}}
Celo število znese na 282.870.942.277.741.856.536.180.333.107.150.328.293.127.731.985.672.134.721.536.000.000.000.000.000 možnih permutacij.

## Trpežnost
Rubikovo maščevanje je bolj delikatna kocka kot Rubikova kocka, zato ni priporočena za Hitrostno reševanje kocke, kajti predno se plasti premika jih je potrebno poravnati, da se kocko zavaruje pred okvaro.

## Rekordi reševanja
Trenutni svetovni rekord v reševanju Profesorjeve kocke je 36.06, ki ga je postavil Max Park na Western Championship 2019 tekmovanju v Los Angeles.
Stanley Chapel je postavil svetovni rekord v reševanju Profesorjeve kocke z zavezanimi očmi s časom 2:48.19 na Bulldog Qualifier 2019 tekmovanju.